# Mo Collins
Maureen "Mo" Aniheim Collins (7 de julio de 1965, Minneapolis, Minnesota) es una comediante y actriz estadounidense. Quizá más conocida por ser una actriz del elenco del programa de sketches MADtv. Ella se hizo muy conocida por haber interpretado a varios personajes mientras estuvo en el programa. Fue parte del reparto a partir de la cuarta temporada (1998) hasta la novena temporada (2004); solo apareció en 14 episodios durante la novena temporada debido a razones contractuales. Volvió a MADtv en la décima temporada para un episodio y volvió a hacer presencia en el programa 300 debido a la popularidad de su personaje Lorraine Swanson.

## Carrera profesional

### MADtv
Collins se unió al elenco de MADtv a comienzos de la cuarta temporada y estuvo hasta la novena, a pesar de aparecer en solo 14 episodios durante la novena temporada. Su popularidad comenzó a crecer hasta llegar a convertirse en actriz invitada en 2005 durante la décima temporada y en 2007 la temporada trece.
Sus personajes más destacados y probablemente más populares fueron Doreen, la madre chillona de hombre-chico (The screechy-voiced mother of man-boy) la molesta y mujer de mediana edad Lorraine; y la desafortunada Trina
Collins parodió a múltiples celebridades, entre ellos Alanis Morissette, Barbara Bush, Catherine Zeta-Jones, Cher, Courteney Cox, Diane Sawyer, Jenny Jones, Madonna, Martha Stewart, Shakira y Penny Marshall.

### Personajes MADtv
- Agnes Penmonte (7 A.M. Condo Report)
- Amber Hemphill (Crackheads)
- Ann McGuire Williams (Embarrassing Parents)
- Carol Finney (Lillian Verner Game Show)
- Cheri Sheldon/Takka (Prehistoric Glamazon Huntress: AD)
- Dana Baldac (Sony Neighbors)
- Doreen Larkin
- Elka (Hoppy Potty)
- Hulahoop (Loopgarue and Hulahoop)
- Isabella de la Cruz (Buenos Días San Diego)
- Kathy O'Leary Rodríguez Washington Miller Arozco (Fightin' Ron)
- Kathy Schenk (Feuding Parents)
- Liz Whitman-Goldfarb
- Lorraine Swanson
- Mrs. O'Malley (The O'Malleys)
- Ms. Janis (Reading Caboose)
- Nympho (The Son of Dolemite)
- Professor Betty (Rocket Revengers)
- Sally Kowalski
- Shelly Meyer
- Skanky Slut Rosa Lupino (Lida & Melina)
- Toby Van Horn (Sorority Row: Kappa Kappa Kappa)
- Trina Moss
- Leslie Goddard
- "Jewel"

### Famosos parodiados
- Alanis Morissette
- Allison Janney
- Alyson Hannigan
- Andie MacDowell
- Andrea Koppel
- Angelina Jolie
- Anne Heche
- Audrey Meadows
- Barbara Billingsley
- Barbara Bush
- Billie Burke
- Catherine Bell
- Catherine Hicks
- Catherine Zeta-Jones
- Celine Dion
- Cher
- Concetta Tomei
- Courteney Cox
- Cynthia Nixon
- Dani Behr
- Debra Messing
- Diane Sawyer
- Dina Lohan
- Elizabeth Corday
- Emily Robison
- Erin Brockovich
- Goldie Hawn
- Hillary Clinton
- Jane Kaczmarek
- Jenilee Harrison
- Jennie Garth
- Jennifer Garner
- Jennifer López
- Jenny Jones
- Jewel
- Judy Garland
- Julia Roberts
- Julie Andrews
- Katherine Harris
- Kim Cattrall
- Lauren Graham
- Loni Anderson
- Lorianne Crook
- Lynne Spears
- Madonna
- Marg Helgenberger
- Maria Shriver
- Marisa Tomei
- Martha Stewart
- Mary Hart
- Mary Tyler Moore
- Melissa Etheridge
- Nancy Marchand
- Nicole Kidman
- Nora Ephron
- Paige Davis
- Pamela Anderson
- Paris Hilton
- Penny Marshall
- P!nk
- Roma Downey
- Roseanne Barr
- Sandra Bullock
- Shakira
- Shania Twain
- Sharon Gless
- Sharon Osbourne
- Teri Hatcher
- Tina Louise
- Tina Wesson
- Vonda Shepard
- Winona Ryder

### Citas y frases
- "Who wants to do jello shots off my tight little ass?"- Goldie Hawn
- "STUART!" - Doreen Larkin
- "Gaaahhh! That's Cute" - Lorraine Swanson
- "UHH-HUH-HUH!" - Lorraine Swanson

## Filmografía
1. Division III (2009) (preproducción)
2. David's Situation (2008) (TV) (preproducción)
3. Flying By (2009) (Terminada)
4. Pushing Daisies (2008)
5. According to Jim (2008)
6. Mad TV (1998-2007) (Serie)
7. Californication (2007)
8. King of the Hill (2005-2007) (Serie) (Voz)
9. Carts (2007)
10. Knocked Up (2007)
11. Cougar Club (2007)
12. Ned's Declassified School Survival Guide (2006-2007) (Serie)
13. Sucker for Shelley (2007)
14. Wildlife (2007)
15. Frangela (2007)
16. Cougar Club (2007)
17. Grounds Zero (2006)
18. Invasor Zim (2001-2006) (Serie)
19. Puff, Puff, Pass (2006)
20. Danny Roane: First Time Director (2006)
21. Higglytown Heroes (2006) (Serie)
22. Cook off! (2006)
23. Padre de familia (2000-2005) (Serie) (Voz)
24. Curb Your Enthusiasm (2005) (Serie)
25. 7th Heaven (2005) (Serie)
26. Chicken Noodle Heads (2005) (Serie)
27. Joey (2005) (Serie)
28. The 40 Year Old Virgin (2005)
29. Arrested Development ( 2004-2005) (Serie)
30. Fat Actress (2005) (Serie)
31. Jiminy Glick in Lalawood (2004) .... Sharon
32. Six Feet Under (2004) (Serie)
33. Crash Nebula (2004) (Serie)(voice)
34. Girlfriends (2004) (Serie)
35. There's Something About Meryl (2004)
36. Primetime Glick (2001)(2003) (Serie)
37. Less Than Perfect (2003) (Serie)
38. Life's a Bitch (2003) (Serie)
39. Detective Fiction (2003)
40. Factory Accident Sex (2002) (V)
41. Ally McBeal (2001) (Serie)
42. Just Shoot Me! (2001) (Serie)
43. The Geena Davis Show (2000) (Serie)
44. Jingle All the Way (1996)